# Afasi & Filthy
Afasi & Filthy var en hiphop-duo från Uppsala som bestod av Afasi (Herbert Munkhammar, rappare) och Filthy (Magnus Lidehäll, musikproducent).

## Biografi
Rapparen Afasi (Motorisk Afasi i början av karriären), Herbert Munkhammar, och musikproducenten Filthy, Magnus Lidehäll, träffades i grundskolan och hamnade i samma klass i 6:e årskursen. Deras gemensamma smak för musik förde dem tätt samman och de började skapa låtar ihop, från 9:e klass. Båda kommer från början från Uppsala men är sedan en tid tillbaka bosatta i Stockholm efter att ha bott i Malmö några år.
Filthy släppte sin första mixtape hösten 2001, och året efter snickrade de ihop kassetten Snus, Porr & Brännvin tillsammans med rapparen Spakur. I samband med det kom de i kontakt med labeln/websiten Streetzone, som 2003 släppte EP:n "1990 Nånting". Titelspåret, tillsammans med Snook, släpptes till radio och blev under våren och sommaren en stor hit på Sveriges Radio P3 och låg A-listad i hela 5 veckor, spelades mycket på ZTV och blev utan tvekan en av årets mest spelade svenska låtar.
2004 blev de kontrakterade av BMG, och släppte då singeln "Bomfalleralla". 
En EP under namnet "Parkbänksfilosofi" läckte på grund av "en kille i Göteborg", på grund av detta bröts avtalet med BMG sent våren 2005.
Första singeln som på egen hand skickades till radio, blev "Le Parkour". Den spelades flitigt på P3 sommaren 2005 och låg där i över 6 veckor på B-rotation. November 2005 släpps EP:n "Jag kunde inte bry mig mindre".
Under våren 2006 släpptes mixtapen Hotell Stress. Under hösten 2006 remixade de låtarna från Petters album P och resultatet gavs ut som Skruvat & choppat av Afasi.
Våren 2007 släpptes mixtapet Hotell Stress vol.2 (still stressin') som finns som en gåva till nedladdare, som han själv säger i en av låtarna.
År 2007 släpptes singeln "Fredag hela månaden" som även är med på albumet Fläcken.
Albumet Fläcken släpptes på etiketten Pope 9 april 2008. Singeln "Glider" kom redan i januari. Dessutom har duon haft en stor hit med sidoprojektet Maskinen och singeln '"Alla som inte dansar (är våldtäktsmän)" som släpptes på just Pope.
Afasi & Filthy fick i januari 2009 en grammis i kategorin årets dans/hiphop/soul med Fläcken. De tilldelades även P3:s pris för årets hip/soul vid P3-guldgalan.
Enligt Afasi själv så slutade inte Afasi & Filthy, utan utvecklades till Maskinen.
Afasi har gästat på Grandmaster Flashs album The Bridge på låten "We speak hip hop". Och deras låt "Bomfalleralla" var med på soundtracket  till den amerikanska drama-filmen Förr eller senare exploderar jag om 2 cancersjuka ungdomar spelade av Shailene Woodley och Ansel Elgort.

## Singlar
- 1990 nånting feat. Snook (2003)
- Bomfalleralla (2004)
- Le Parkour (2005)
- Hej Hej (2006)
- Eller Hur!? (2006)
- Fredag Hela Månan (2007)
- Glider (2008)
- Jobb (2008)
- Sverigetrotters (2008)

## Diskografi
- Snus, Porr och Brännvin (2002)
- 1990 Nånting EP (2003)
- Jag Kunde Inte Bry Mig Mindre EP (2005)
- Hotell Stress (2006)
- Skruvat & choppat av Afasi (2006)
- Hotell Stress vol.2 (2007)
- Fläcken (2008)